# Dick Barnett
Richard «Dick» Barnett (Gary, Indiana, 2 de octubre de 1936-Largo, Florida, 27 de abril de 2025) fue un jugador de baloncesto estadounidense que disputó catorce temporadas en la NBA. Con 1,93 metros de altura, jugaba en las posiciones de base y escolta.

## Trayectoria deportiva

### Universidad
Jugó durante cuatro temporadas con los Tigers de la Universidad Estatal de Tennessee, donde hoy en día está considerado como el mejor jugador que ha pasado por ese equipo a lo largo de su historia. Con él ganaron tres títulos seguidos de la NAIA, siendo elegido All-American en las tres, y MVP del torneo en dos de ellas. Anotó un total de 3209 puntos, récord de su universidad.

### Profesional
Fue elegido en la quinta posición de la primera ronda del Draft de la NBA de 1959 por Syracuse Nationals, con los que jugó durante 2 temporadas. Tras un año en la ABL, donde se proclamaría campeón con los Cleveland Pipers, en 1962 firma contrato con Los Angeles Lakers, donde jugaría 3 temporadas, siendo uno de los puntales del equipo en ataque, con promedios de 18 puntos por partido. En la temporada 1965-66 recala en New York Knicks, equipo con el cual lograría sus mayores éxitos, ganando los campeonatos de (1970 y 1973), formando parte del mítico equipo de 1970 que fue considerado uno de los 10 mejores de la historia de la NBA. 
En sus 14 temporadas como profesional promedió 15,8 puntos, 2,9 rebotes y 2,8 asistencias por partido.

## Estadísticas de su carrera en la NBA
|  | Denota temporadas en las que ganó un campeonato de la NBA |
|  | Líder de la liga                                          |

### Temporada regular
| Año      | Equipo      | PJ  | PT | MPP  | %TC  | %3P | %TL  | RPP | APP | ROB | TPP | PPP  |
| -------- | ----------- | --- | -- | ---- | ---- | --- | ---- | --- | --- | --- | --- | ---- |
| 1959-60  | Syracuse    | 57  | –  | 21.7 | .412 | –   | .711 | 2.7 | 2.8 | –   | –   | 12.4 |
| 1960-61  | Syracuse    | 78  | –  | 26.5 | .452 | –   | .712 | 3.6 | 2.8 | –   | –   | 16.9 |
| 1962-63  | L.A. Lakers | 80  | –  | 31.8 | .471 | –   | .815 | 3.0 | 2.8 | –   | –   | 18.0 |
| 1963-64  | L.A. Lakers | 78  | –  | 33.6 | .452 | –   | .773 | 3.2 | 3.1 | –   | –   | 18.4 |
| 1964-65  | L.A. Lakers | 74  | –  | 27.4 | .413 | –   | .799 | 2.7 | 2.1 | –   | –   | 13.8 |
| 1965-66  | New York    | 79  | –  | 34.5 | .469 | –   | .772 | 4.1 | 3.5 | –   | –   | 23.1 |
| 1966-67  | New York    | 67  | –  | 29.4 | .478 | –   | .783 | 3.4 | 2.4 | –   | –   | 17.0 |
| 1967-68  | New York    | 81  | –  | 30.7 | .482 | –   | .780 | 2.9 | 3.0 | –   | –   | 18.0 |
| 1968-69  | New York    | 82  | –  | 36.0 | .463 | –   | .774 | 3.1 | 3.5 | –   | –   | 17.6 |
| 1969-70  | New York    | 82  | –  | 33.8 | .475 | –   | .714 | 2.7 | 3.6 | –   | –   | 14.9 |
| 1970-71  | New York    | 82  | –  | 34.7 | .456 | –   | .694 | 2.9 | 2.7 | –   | –   | 15.5 |
| 1971-72  | New York    | 79  | –  | 28.6 | .437 | –   | .753 | 1.9 | 2.5 | –   | –   | 12.2 |
| 1972-73  | New York    | 51  | –  | 10.1 | .389 | –   | .533 | .8  | 1.0 | –   | –   | 3.8  |
| 1973-74  | New York    | 5   | –  | 11.6 | .385 | –   | .667 | .8  | 1.2 | .2  | .0  | 4.4  |
| Total    | Total       | 971 | –  | 29.8 | .456 | –   | .761 | 2.9 | 2.8 | -   | -   | 15.8 |
| All-Star | All-Star    | 1   | 0  | 22.0 | .583 | –   | .500 | .0  | 1.0 | –   | –   | 15.0 |

### Playoffs
| Año   | Equipo      | PJ  | PT | MPP  | %TC  | %3P | %TL  | RPP | APP | ROB | TPP | PPP  |
| ----- | ----------- | --- | -- | ---- | ---- | --- | ---- | --- | --- | --- | --- | ---- |
| 1960  | Syracuse    | 3   | –  | 21.3 | .316 | –   | .857 | 4.7 | 1.3 | –   | –   | 10.0 |
| 1961  | Syracuse    | 8   | –  | 28.3 | .438 | –   | .722 | 4.5 | 1.5 | –   | –   | 15.5 |
| 1963  | L.A. Lakers | 13  | –  | 28.5 | .470 | –   | .794 | 2.9 | 1.6 | –   | –   | 16.8 |
| 1964  | L.A. Lakers | 5   | –  | 30.8 | .404 | –   | .844 | 1.6 | 3.4 | –   | –   | 13.8 |
| 1965  | L.A. Lakers | 10  | –  | 28.7 | .480 | –   | .795 | 3.0 | 3.3 | –   | –   | 17.5 |
| 1968  | New York    | 6   | –  | 35.2 | .521 | –   | .724 | 4.5 | 3.5 | –   | –   | 23.8 |
| 1969  | New York    | 10  | –  | 40.2 | .399 | –   | .685 | 3.5 | 2.7 | –   | –   | 16.7 |
| 1970  | New York    | 19  | –  | 37.6 | .468 | –   | .776 | 2.1 | 3.4 | –   | –   | 16.9 |
| 1971  | New York    | 12  | –  | 37.9 | .477 | –   | .698 | 3.2 | 3.0 | –   | –   | 19.5 |
| 1972  | New York    | 12  | –  | 10.9 | .469 | –   | .417 | .7  | .8  | –   | –   | 4.3  |
| 1973  | New York    | 4   | –  | 4.3  | .500 | –   | –    | .0  | .5  | –   | –   | 1.5  |
| Total | Total       | 102 | –  | 29.7 | .458 | –   | .748 | 2.7 | 2.4 | –   | –   | 15.1 |

## Vida personal
Falleció el 27 de abril de 2025, a los 88 años, en su casa de Largo (Florida).